# Charles D. Beckwith

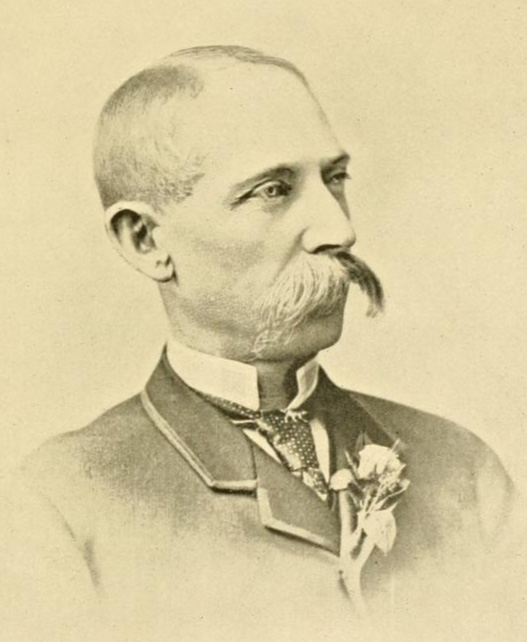
Charles D. Beckwith

Charles Dyer Beckwith (* 22. Oktober 1838 bei Coveville, Saratoga County, New York; † 27. März 1921 bei Chatham Center, Columbia County, New York) war ein US-amerikanischer Politiker. Zwischen 1889 und 1891 vertrat er den Bundesstaat New Jersey im US-Repräsentantenhaus.

## Werdegang
Charles Beckwith besuchte private Schulen in Troy, Philadelphia und Worcester (Massachusetts). Danach absolvierte er in New Haven (Connecticut) eine Militärschule. Im Jahr 1860 zog er nach Paterson in New Jersey, wo er in der Eisenindustrie arbeitete. Gleichzeitig begann er als Mitglied der Republikanischen Partei eine politische Laufbahn. Im Jahr 1882 wurde er Stadtrat in Paterson; von 1885 bis 1889 war er dort Bürgermeister.
Bei den Kongresswahlen des Jahres 1888 wurde Beckwith im fünften Wahlbezirk von New Jersey in das US-Repräsentantenhaus in Washington, D.C. gewählt, wo er am 4. März 1889 die Nachfolge von William Walter Phelps antrat. Da er im Jahr 1890 dem Demokraten Cornelius A. Cadmus unterlag, konnte er bis zum 3. März 1891 nur eine Legislaturperiode im Kongress absolvieren. Nach dem Ende seiner Zeit im US-Repräsentantenhaus nahm Beckwith seine früheren Tätigkeiten wieder auf. Später kehrte er in den Staat New York zurück, wo er sich auf einer Farm nahe Chatham niederließ. Er starb am 27. März 1921.